# Haraszti Péter
Haraszti Péter (Eger, 1982. február 9. – Eger, 2025. július 23.) üzletember, a TritonLife cégcsoport alapítója, vezérigazgatója és a legnagyobb részvénycsomaggal rendelkező tulajdonosa.

## Tanulmányai
A Budapesti Műszaki és Gazdaságtudományi Egyetemen végzett 2005-ben, okleveles műszaki menedzserként. Egyetemi évei alatt a BME management szakkollégium alelnöke volt. A szervezet az ESTIEM (European Students of Industrial Engineering and Management) tagja, ahol szintén vezető tisztséget töltött be.
Környezetmenedzsment TDK-nyertes volt 2005-ben.

## Szakmai tapasztalata
Pályafutását a Toyota Motor Hungarynál kezdte, ahol 2005 és 2008 között műszaki és értékesítési területen dolgozott mint területi menedzser, feladata többek között a hivatalos márkakereskedőknél a Toyota minőségi szabványainak bevezetése, betartásának ellenőrzése és működésük fejlesztése volt.

## Pályafutása
A TritonLife ötletgazdája és alapítója karrierje elején hagyományos multinacionális vállalatoknál töltött be pozíciókat, majd szakmai pályáját vállalkozóként folytatta. A MedAlliance Holdingot 2018 januárjában alapította, első akvizíciójaként, 2018 tavaszán megvásárolta a Róbert Károly Magánkórházat. Egészségügyi szolgáltató csoportját a TritonLife márkanév alatt építette fel.
Haraszti Péter célja az alapításnál egy országos lefedettségű egészségügyi szolgáltató létrehozása volt. A TritonLife a 2023-as évet 22 milliárd forint fölötti árbevétellel zárta, ennek alapján Magyarország legnagyobb árbevételű magánegészségügyi szolgáltatója lett.
2023-ban az Egészség & Üzlet Kiadó „TOP30 Legbefolyásosabb szereplők a magánegészségügyben” című kiadványa Haraszti Pétert a hazai magánegészségügyi ágazat legbefolyásosabb szereplői közé sorolta.

## Egyéb tisztségek
- 2023-ban az Egri Vizilabda Klub elnökségi tagjává választották.[15]
- 2023-ban Az Év Vállalkozója, a Vállalkozók és Munkáltatók Országos Szövetsége (VOSZ) Budapesti és Pest Vármegyei Prima Díja[16]
- 2024-ben Az Országos Év Vállalkozója, a Vállalkozók és Munkáltatók Országos Szövetsége (VOSZ)
- A Rotary Club Eger tiszteletbeli tagja.[17]

## Magánélete
Házas, négy gyermek édesapja. Családjával Egerben élt.

## Halála
Az Eszterházy Károly Katolikus Egyetem Leányka úti sportpályáján futás közben lett rosszul és a helyszínen meghalt.